# Akiva Schaffer
Akiva Schaffer (născut la 1 decembrie 1977 în Berkeley, California) este un regizor, muzician și actor american. De asemenea lucrează la show-ul de televiziune Saturday Night Live.

## Filme regizate
- Rod, Regele Cascadorilor (Hot Rod, 2007)
- Extra' pază-n cartier (The Watch, 2012)
- Popstar: Never Stop Never Stopping (2016)
- Marele program special sexy al lui Michael Bolton (Michael Bolton's Big, Sexy Valentine's Day Special, 2017)
- The Unauthorized Bash Brothers Experience (2019)
- Chip 'n Dale: Rescue Rangers (2022)